# Arcybiskupi Fryburga
Arcybiskupi Fryburga
| Imię                                          | od   | do   |
| --------------------------------------------- | ---- | ---- |
| Bernhard Boll                                 | 1827 | 1836 |
| Dr. Ignaz Anton Demeter                       | 1836 | 1842 |
| Dr. Hermann von Vicari                        | 1842 | 1868 |
| Dr. Lothar von Kübel, Sediswakancja           | 1868 | 1882 |
| Dr. Johann Baptist Orbin                      | 1882 | 1886 |
| Dr. Johannes Christian Roos                   | 1886 | 1896 |
| Dr. Friedrich Justus H. Knecht, Sediswakancja | 1897 | 1897 |
| Georg Ignaz Komp                              | 1898 | 1898 |
| Dr. Thomas Nörber                             | 1898 | 1915 |
| Dr. Carl Fritz                                | 1920 | 1931 |
| Dr. Conrad Gröber                             | 1932 | 1948 |
| Dr. Wendelin Rauch                            | 1948 | 1954 |
| Dr. Eugen Seiterich                           | 1954 | 1958 |
| Dr. Hermann Schäufele                         | 1958 | 1977 |
| Dr. Oskar Saier                               | 1978 | 2002 |
| Dr. Robert Zollitsch                          | 2003 | 2013 |
| Stephan Burger                                | 2014 |      |